# Guerra de la Lliga de Cognac

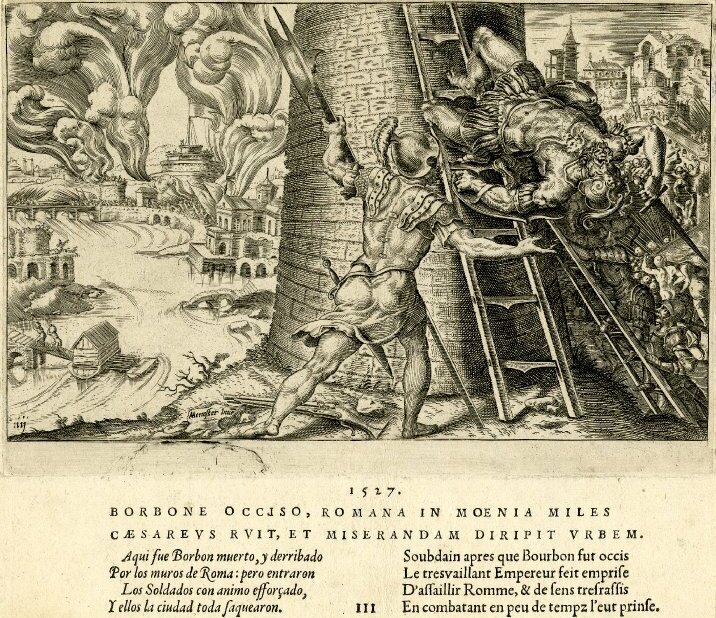
El saqueig de Roma, de Martin van Heemskerck

La Guerra de la Lliga de Cognac, una de les guerres del Renaixement italià, fou disputada entre el 1526 i el 1530 entre Carles V i Francesc I.

## Antecedents
La primera fase del conflicte entre els sobirans de França i els Habsburg, que havia durat fins al 1526, s'havia acabat de manera favorable pels segons. Carles V, després d'haver derrotat i fet presoner Francesc I de França a la batalla de Pavia, el 1525 conquereix Llombardia. El rei francès, per obtenir el seu alliberament, és obligat a signar una pau molt onerosa, el tractat de Madrid del 1526, que comporta la renúncia a totes les possessions franceses a Itàlia i Borgonya, donant els seus fills com a ostatges fins que hagués complert les condicions del tractat (gener del 1526).
Posat en llibertat a l'abril, Francesc mirava de recuperar els fills i el Ducat de Borgonya.

## La Lliga de Cognac
Els estats italians, per temor a una excessiva hegemonia dels Habsburg després de la derrota dels francesos, s'acosten a Francesc I que, obtinguda la llibertat després de la captivitat de Madrid, ha declarat nul·la la pau acordada amb Carles V. El 1526, el papa Climent VII de la família dels Mèdici, també alarmat pel gran augment del poder de Carles V, es fa promotor de la Lliga de Cognac, juntament amb Francesc I de França, la República de Venècia, la República de Florència i altres estats italians menors. Per la presència del papa, també fou anomenada Segona Lliga Santa (la primera era la Lliga de Cambrai) (anomenada més simplement Lliga anti-Habsburg).
La lliga fou acordada el 22 de maig del 1526 i completada l'any següent per Enric VIII d'Anglaterra, que es comprometé a romandre neutral.
Aquesta coalició tenia com a majors interessats el Dux de Venècia i el papa, que sovint demanaven al rei de França que enviés reforços bèl·lics.
Aquesta lliga s'inserí en el context de la guerra franco-Habsburg, iniciada pel rei Maximilià I d'Habsburg i no acabada fins al 1559 amb la pau de Cateau-Cambrésis, que donà peu al domini espanyol a Itàlia, que durà fins al 1713.

## La guerra
Abans que la guerra es posi calenta, es produeix un esdeveniment clamorós, destinat a sacsejar tot Europa. Al maig del 1527, els lansquenets, soldats imperials, majoritàriament mercenaris alemanys de fe luterana, que s'havien quedat sense paga i després sense el comandant Georg von Frundsberg, aconsegueixen flanquejar les tropes de la Lliga, a la Itàlia del nord, i decideixen atacar Roma. Prop de dotze mil lansquenets aconsegueixen penetrar a la Itàlia central, ataquen la ciutat santa, penetren les muralles i duen a terme el terrible saqueig de Roma (1527), durant el qual el mateix papa és obligat a refugiar-se a Castel Sant'Angelo i finalment a signar la pau amb Carles V. Davant d'una tal desfeta, el papa obté almenys de l'emperador la restauració del domini dels Mèdici a Florència (on entretant s'havia format una república anti-Medici el 1527-1530).
Al mateix temps, l'exèrcit francès obre les hostilitats de debò, sota el lideratge del general Odet de Foix, comte de Lautrec. Lautrec pren Gènova al mes d'agost del 1527, després Alessandria (municipi del Piemont), i saqueja Pavia el 4 d'octubre. Després es dirigeix cap a Bolonya que deixa el 10 de gener del 1528 per entrar al Regne de Nàpols evitant Roma. Assetja Nàpols l'estiu del 1528, però hi troba la mort a causa d'una epidèmia de pesta provocada per ell mateix.
En aquesta situació, emperò, les dificultats financeres de tots els contendents i l'amenaçador progrés dels turcs, que havien arribat fins a Hongria i ara estaven a prop d'atacar les possessions dels Habsburg al centre d'Europa, obliguen Carles V a signar un acord que pels francesos és menys desavantatjós que el precedent.

## La pau
Mentre el papa Climent VII ja havia signat l'Acord de Barcelona amb Carles V, a Cambrai, el 5 d'agost del 1529, s'estableix que la França, tot i renunciar a les seves pretensions sobre Itàlia, pot recuperar la possessió de la Borgonya. La pau de Cambrai és anomenada també pau de les dues dames, car no és negociada directament pels dos sobirans, sinó per Lluïsa de Savoia, mare de Francesc I, i Margarida d'Àustria, tieta de Carles V. Amb aquest pacte, Espanya consolida definitivament el seu domini sobre Itàlia i Carles V esdevé àrbitre únic i indiscutible del seu destí.